# Stanisławówka (województwo lubelskie)
Stanisławówka – wieś w Polsce położona w województwie lubelskim, w powiecie chełmskim, w gminie Dubienka.
W latach 1975–1998 miejscowość administracyjnie należała do województwa chełmskiego.
Wieś stanowi sołectwo gminy Dubienka. Według Narodowego Spisu Powszechnego (III 2011 r.) liczyła 11 mieszkańców i była osiemnastą co do wielkości miejscowością gminy.